# Torneo Internacional La Serena Cup Sub-17 2009
El "Torneo Internacional La Serena Cup Sub-17 2009" es la primera edición de este torneo bajo el torneo La Serena Cup, es un torneo de nivel Sub-17 organizado por el club chileno Academia La Serena. Los equipos participantes fueron los países de Chile, Perú, Ecuador y Estados Unidos.

## Segunda fase

### Definición Tercer lugar
| 7 de febrero de 2009, | Chile | 1-1 P(1-3) | Perú | Estadio La Portada, La Serena                         |  |
|                       |       |            |      | Asistencia: Sin datos sobre espectadores espectadores |  |

### Final
| 7 de febrero de 2009, | Estados Unidos | 2-1' | Ecuador | Estadio La Portada, La Serena                         |  |
|                       |                |      |         | Asistencia: Sin datos sobre espectadores espectadores |  |

## Campeón
| Estados Unidos                   |
| Campeón Estados Unidos 1º título |